# Zamarada plana
Zamarada plana là một loài bướm đêm trong họ Geometridae.